# Europarlamentari della Slovacchia della V legislatura
Gli europarlamentari della Slovacchia della V legislatura, entrati in carica il 1º maggio 2004 (detenendo, in precedenza, lo status di osservatore), furono i seguenti.

## Composizione storica
| Europarlamentare | Lista                                                         | Gruppo  |
| ---------------- | ------------------------------------------------------------- | ------- |
| László A. Nagy   | Partito della Coalizione Ungherese                            | PPE-DE  |
| Edit Bauer       | Partito della Coalizione Ungherese                            | PPE-DE  |
| Monika Beňová    | Direzione - Socialdemocrazia                                  | PSE     |
| Július Brocka    | Movimento Cristiano-Democratico                               | PPE-DE  |
| Róbert Fico      | Direzione - Socialdemocrazia                                  | PSE     |
| Milan Gal'a      | Unione Democratica e Cristiana Slovacca - Partito Democratico | PPE-DE  |
| Tomáš Galbavý    | Unione Democratica e Cristiana Slovacca - Partito Democratico | PPE-DE  |
| Jozef Heriban    | Alleanza del Nuovo Cittadino                                  | ELDR    |
| Sergej Kozlík    | Partito Popolare - Movimento per una Slovacchia Democratica   | NI      |
| Pavol Kubovič    | Unione Democratica e Cristiana Slovacca - Partito Democratico | PPE-DE  |
| Jozef Ševc       | Partito Comunista di Slovacchia                               | GUE/NGL |
| Viliam Veteška   | Partito Popolare - Movimento per una Slovacchia Democratica   | NI      |
| Anna Záborská    | Movimento Cristiano-Democratico                               | PPE-DE  |
| Rudolf Žiak      | Unione Popolare                                               | UEN     |